# Batom Bacaba
Batom Bacaba é o sexto álbum da cantora brasileira Patrícia Bastos, lançado em 7 de outubro de 2016, sob selo Independente. O álbum foi indicado a 28ª edição do Prêmio da Música Brasileira na categoria de Melhor Álbum, bem como a 18ª edição do Grammy Latino na categoria Melhor Álbum de Música de Raízes em Língua Portuguesa.

## Lista de faixas
| N.º            | Título                | Compositor(es)                    | Duração |  |
| 1.             | "Loba Boba"           | Joãozinho Gomes Zeca Baleiro      | 3:58    |  |
| 2.             | "Luz de Lampião"      | Joãozinho Gomes Nilson Chaves     | 4:37    |  |
| 3.             | "O Desenho da Cidade" | Dante Ozzetti Luiz Tatit          | 5:24    |  |
| 4.             | "Mei Mei"             | Joãozinho Gomes Val Milhomem      | 3:50    |  |
| 5.             | "Brisa e Brasa"       | Dante Ozzetti Luiz Tatit          | 4:04    |  |
| 6.             | "Domingo de Páscoa"   | Paulo Bastos                      | 3:07    |  |
| 7.             | "Batom Bacaba"        | Enrico de Micelli Joãozinho Gomes | 4:21    |  |
| 8.             | "Horizonte"           | Dante Ozzetti Joãozinho Mestre    | 4:16    |  |
| 9.             | "O Batom que Não Viu" | Paulo Bastos                      | 3:20    |  |
| 10.            | "Tudinho Acessa"      | Dante Ozzetti Joãozinho Gomes     | 4:48    |  |
| 11.            | "Manto d´Água"        | Renato Rosas Ronaldo Silva        | 2:55    |  |
| 12.            | "Banto"               | Paulo Bastos                      | 4:34    |  |
| 13.            | "Mameluca"            | Joãozinho Gomes Val Milhomem      | 4:45    |  |
| Duração total: | Duração total:        | Duração total:                    | 53:59   |  |

## Ficha técnica
Lista-se abaixo os profissionais envolvidos na elaboração do Batom Bacaba, de acordo com o  ECAD e outras fontes.
- Patrícia Bastos – vocais (1–13), produção (7)
- Andreas Uhlmann – viola (1, 7)
- Cesar Augusto Miranda – viola (1, 7)
- Dante Ozzetti – produção, composição, violão (1, 4, 13), guitarra, mpc e eletrônicos
- Du Moreira – produção, baixo (4, 13), mpc e eletrônicos
- Emerson Luiz de Biaggi – viola (1, 7)
- Fabio Tagliaferri Sabino – viola (1), violino (7)
- Katia Spassova Ranguelova Costa – viola (1, 7)
- Kleber Paturi – percussão (1, 4, 7, 13)
- Joãozinho Gomes – compositor (1)
- Leandro da Silva Dias – viola (1)
- Luiz Amato – viola (1)
- Marcelo Effori – guitarra
- Marcio Jardim – percussão (1, 4, 13)
- Nazaco Gomes – percussão (1, 4, 7)
- Rodolfo Lota – viola (1, 7)
- Vana Bock de Biaggi – viola (1, 7)
- Zeca Baleiro – compositor (1)

## Prêmios e indicações
| Ano  | Prêmio                      | Categoria             | Resultado | Ref.  |
| ---- | --------------------------- | --------------------- | --------- | ----- |
| 2017 | Prêmio da Música Brasileira | Melhor Álbum          | Indicado  | [ 8 ] |
| 2017 | Grammy Latino               | Melhor Álbum Regional | Indicado  | [ 9 ] |